# 大熊座EE
大熊座EE，又名BD+47 1880，HD 99967、SAO 43784、HR 4430，是大熊座的一颗恒星，视星等为6.35，位于銀經156.83，銀緯64.78，其B1900.0坐标为赤經11h 24m 57.4s，赤緯+47° 64.78′ 29″。